# Ma la Spagna non era cattolica?
Ma La Spagna non era cattolica? è un film del 2007 diretto da Peter Marcias.
Il film è stato girato a Roma e ed è stato presentato dal regista e proiettato in anteprima nazionale all'edizione 2007 del Torino GLBT Film Festival - Da Sodoma a Hollywood nel concorso documentari internazionali.
Il progetto del film, nel 2006 è stato inserito quale evento speciale, all'interno del Queer Lion Award (Giornate di cinema omosessuale) nel corso della 63ª Mostra Internazionale d'Arte Cinematografica di Venezia 2006.

## Trama
Una troupe televisiva spagnola arriva a Roma per intervistare gli italiani in merito alle riforme Zapatero sulle questioni riguardanti i diritti degli omosessuali. Il giornalista Andrea Miguel Hernandez però si troverà catapultato in una situazione abbastanza delicata. Docu-fiction che analizza con delicatezza questioni ancora irrisolte dalla società italiana sui diritti civili.

## Festival Internazionali
Il film, dopo il grande successo al Torino GLBT Film Festival - Da Sodoma a Hollywood, inizia un tour di festival e rassegne internazionali. È uscito nelle sale italiane con buoni riscontri di critica.